# 자이드 칸

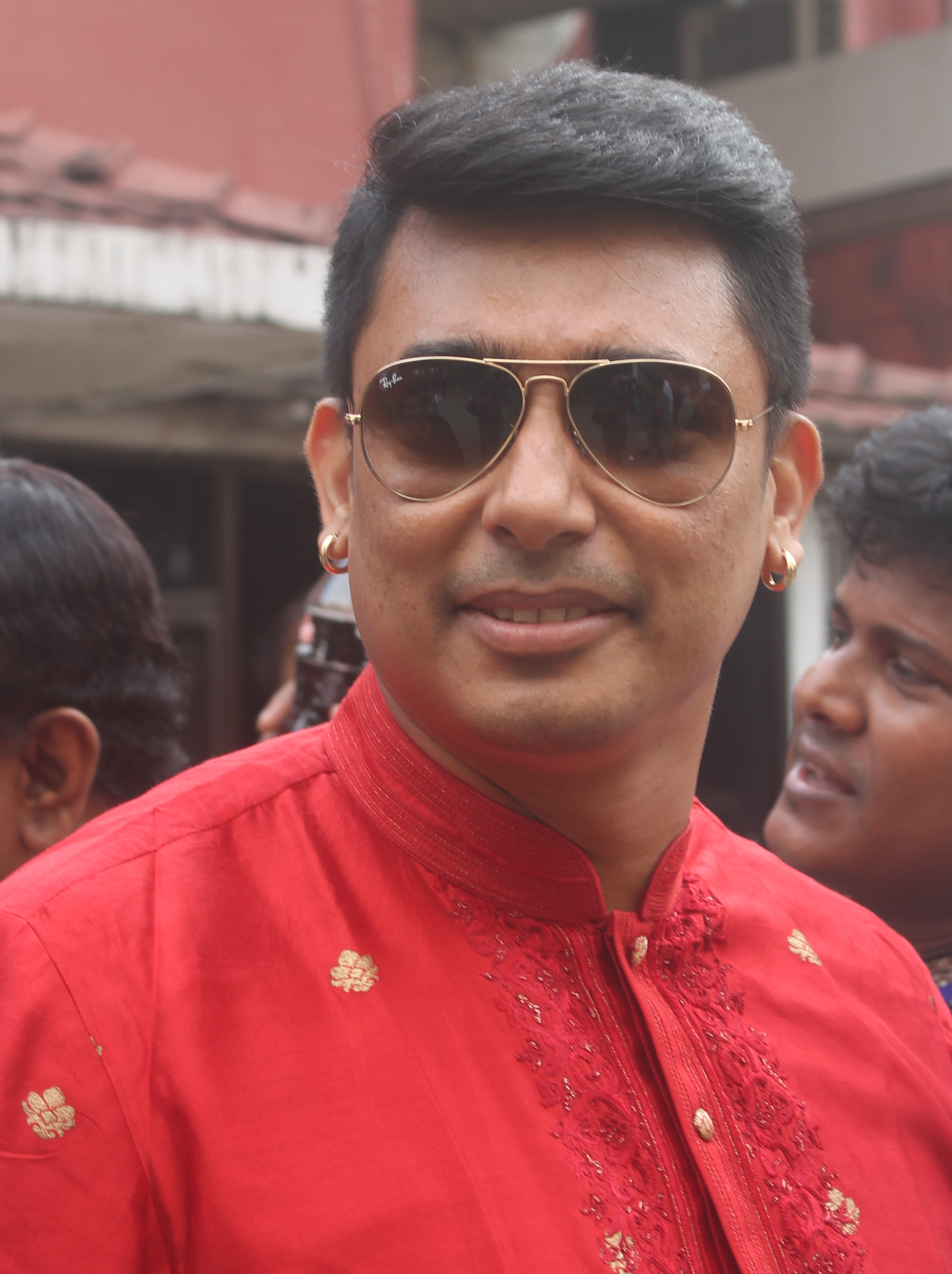

자이드 칸 (জায়েদ খান, 1980년 1월 1일 ~ )은 방글라데시의 배우이다.
방글라데시에서 태어났다.

## 영화
- 스피드 (2012년)
- 스피드 (2007년)
- 매리지 넘버 원 (2005년) - 비어 역
- 더스 (2005년) - 에디탸 역
- 캡쳐드 바이 유 (2003년) - 비제이 초한 역